# Хархув-Панський
Хархув-Панський (пол. Charchów Pański) — село в Польщі, у гміні Задзім Поддембицького повіту Лодзинського воєводства.
Населення — 154 особи (2011).
У 1975-1998 роках село належало до Серадзького воєводства.

## Демографія
Демографічна структура станом на 31 березня 2011 року:
|          | Загалом | Допрацездатний вік | Працездатний вік | Постпрацездатний вік |
| -------- | ------- | ------------------ | ---------------- | -------------------- |
| Чоловіки | 80      | 18                 | 54               | 8                    |
| Жінки    | 74      | 11                 | 43               | 20                   |
| Разом    | 154     | 29                 | 97               | 28                   |